# Burudwergijsvogel
De burudwergijsvogel (Ceyx cajeli) is een vogel uit de familie Alcedinidae (ijsvogels). Het is een voor uitsterven gevoelige, endemische vogelsoort op Buru, een eiland in de Zuid-Molukken (Indonesië). De vogel werd in 1863 door Alfred Russel Wallace beschreven.

## Kenmerken
De vogel is 14 cm lang. Het is een kleine, kleurrijke ijsvogel met een opvallend, felblauwe rug, stuit en bovenstaartdekveren die contrasteren met de verder zwartblauwe mantel, nek, kop en vleugels. De snavel is helder rood en de borst en buik zijn oranje, met een scherpe scheiding met het wit op de keel. Een ander kenmerk dat hem onderscheidt van de andere Ceyx-soorten uit omringende eilanden zijn de blauwe, bijna als elektrische vonkjes uitziende stippels op de kruin.

## Verspreiding en leefgebied
Deze soort is endemisch op het Zuid-Molukse eiland Buru waar de vogel voorkomt in bebost gebied, dat niet noodzakelijkerwijs in de buurt van water ligt.

## Status
De burudwergijsvogel heeft een beperkt verspreidingsgebied en daardoor is de kans op uitsterven aanwezig. De wereldpopulatie werd in 2022 geschat op 4000 tot 10.000 volwassen vogels. Waarschijnlijk nemen de populatie-aantallen af door habitatverlies, veroorzaakt door houtkap in de lager gelegen stukken regenwoud en door zwerflandbouw. Om deze redenen staat deze soort als gevoelig op de Rode Lijst van de IUCN.